# UCI Nations Cup U23 / 2008
De UCI Nations Cup U23 / 2008 is de tweede uitgave van de UCI Nations Cup U23 voor jonge wielrenners onder de 23 jaar. Deze wordt jaarlijks ingericht door de UCI en levert per wedstrijd punten op die resulteren in een rangschikking per land.

## Wedstrijden
| Code   | Naam wedstrijd                   | Winnaar                     |
| ------ | -------------------------------- | --------------------------- |
| 2.Ncup | GP van Portugal U23              | Victor Hugo Rodrigues Rocha |
| 1.Ncup | Ronde van Vlaanderen U23         | Gatis Smukulis              |
| 1.Ncup | La Côte Picarde                  | Kristjan Koren              |
| 1.Ncup | ZLM Tour                         | Jacopo Guarnieri            |
| 2.Ncup | Giro delle Regioni               | Vitaly Buts                 |
| 2.Ncup | Coupe des Nations Ville Saguenay | Thomas Vedel Kvist          |
| 2.Ncup | Ronde van de Toekomst            | Jan Bakelants               |

## Eindstand
| Plaats | Land       | Punten |
| ------ | ---------- | ------ |
| 1      | Portugal   | 145    |
| 2      | Italië     | 107    |
| 3      | Frankrijk  | 100    |
| 4      | België     | 83     |
| 5      | Duitsland  | 79     |
| 6      | Slovenië   | 70     |
| 7      | Denemarken | 67     |
| 8      | Rusland    | 67     |
| 9      | Australië  | 55     |
| 10     | Nederland  | 42     |

2007 · 
2008 · 
2009 · 
2010 · 
2011 · 
2012 · 
2013 · 
2014 · 
2015 · 
2016 · 
2017 · 
2018 · 
2019 · 
2020